# Набил Бенталеб
Набил Бенталеб (фр. Nabil Bentaleb; Лил, 24. новембар 1994) је алжирски фудбалер, који тренутно игра за Шалке 04.